# Кібдо
Кібдо́ (ісп. Quibdó, від ісп. San Francisco de Quibdó) — місто на північному заході Колумбії, засноване 1648 року. Столиця департаменту Чоко. Абсолютну більшість населення складають самбо. Кібдо відоме своїм надвологим кліматом (понад 300 днів дощу на рік) і є найбільшим за кількістю населення серед найбільш «дощових» населених пунктів.

## Географія
Кібдо знаходиться безпосередньо на захід від хребта Кордильєри-Оксиденталь. У регіоні майже цілорічно присутня екваторіальна конвергентна зона, чия тепла волога під впливом холодної Перуанської течії відхиляється у бік гір, що спричиняє рекордні показники опадів і, відповідно, дуже мало сонячних годин.

### Клімат
Місто знаходиться у зоні, котра характеризується вологим тропічним кліматом. Найтепліший місяць — червень із середньою температурою 27.3 °C (81.1 °F). Найхолодніший місяць — грудень, із середньою температурою 26.4 °С (79.5 °F).
| Клімат Кібдо            | Клімат Кібдо | Клімат Кібдо | Клімат Кібдо | Клімат Кібдо | Клімат Кібдо | Клімат Кібдо | Клімат Кібдо | Клімат Кібдо | Клімат Кібдо | Клімат Кібдо | Клімат Кібдо | Клімат Кібдо | Клімат Кібдо |
| Показник                | Січ.         | Лют.         | Бер.         | Квіт.        | Трав.        | Черв.        | Лип.         | Серп.        | Вер.         | Жовт.        | Лист.        | Груд.        | Рік          |
| Середній максимум, °C   | 30           | 30,2         | 30,4         | 30,8         | 31           | 31,5         | 31,2         | 31           | 30,7         | 30,4         | 30,2         | 29,7         | 30,6         |
| Середня температура, °C | 26,6         | 26,7         | 26,9         | 27,1         | 27,1         | 27,3         | 27,1         | 27           | 26,8         | 26,6         | 26,6         | 26,4         | 26,8         |
| Середній мінімум, °C    | 23,1         | 23,2         | 23,3         | 23,4         | 23,3         | 23,1         | 22,9         | 23           | 22,9         | 22,8         | 22,9         | 23,1         | 23,1         |
| Норма опадів, мм        | 554          | 517          | 524          | 660          | 719          | 755          | 816          | 840          | 682          | 638          | 719          | 580          | 8004         |
| Днів з опадами          | 24           | 22           | 22           | 25           | 27           | 26           | 26           | 27           | 27           | 27           | 26           | 26           | 305          |
| ----------------------- | ------------ | ------------ | ------------ | ------------ | ------------ | ------------ | ------------ | ------------ | ------------ | ------------ | ------------ | ------------ | ------------ |
| Джерело: Weatherbase    |              |              |              |              |              |              |              |              |              |              |              |              |              |